# The Cinema Show
Pistes de Selling England by the Pound
After The Ordeal Aisle Of Plenty
The Cinema Show est une chanson du groupe rock progressif Genesis. Elle paraît en 1973 sur le cinquième album studio du groupe, Selling England by the Pound, et apparaît sur les albums en public Seconds Out, Three Sides Live et Live over Europe 2007.